# Розбитий глек
«Розбитий глек» (нім. Der zerbrochne Krug) — комедія німецького письменника Генріха фон Кляйста, одна з найвідоміших його робіт. Ідея п'єси виникла 1801 року, коли Кляйст розглядав у домі Генріха Цшокке гравюру під назвою «Le juge, ou la cruche cassée.» 1803 року він написав перші три сцени, а загалом роботу було завершено в 1806 році. Театральна прем'єра відбулася 2 березня 1808 року у Ваймарі, в театрі Йоганна Ґете.
«Розбитий глек» висміює недоліки людської натури та судової системи. П'єса подібна на трагедію Софокла «Цар Едіп» (бл. 429 р. до н. е.) тим, що в обох випадках винним є суддя, втім відрізняється тим, що Адам від самого початку знає про свою провину і всіляко намагається приховати правду (при чому аудиторія це розуміє).
Український переклад здійснив 2017 року Юрій Андрухович на прохання Остапа Ступки, який вибрав цей твір для постановки на своє 50-річчя у київському Театрі імені Франка.

## Сюжет
Події відбуваються в нідерландському селі під Утрехтом. Суддя Адам розмовляє зі своїм писарем Світелком (Licht), коли несподівано прибуває судовий радник Вальтер, що має перевірити роботу суду і його фінансові справи. Невдовзі починається процес, у якому пані Марта Руль звинувачує нареченого своєї дочки Еви у тому, що він розбив цінний глек — сімейну реліквію. Наречений (Рупрехт) це заперечує. Сварячись між собою, учасники процесу намагаються відтворити події минулого вечора. Коли ж у підсумку виявляється, що глек розбив суддя Адам, який до того ж намагався залицятися до Еви, він (суддя) тікає. Наречені миряться і планують одружитися на Трійцю.

## Дійові особи
- Вальтер (Walter), судовий радник
- Адам (Adam), сільський суддя
- Світелко (Licht), писар
- Пані Марта Руль (Frau Marthe Rull)
- Ева (Eve Rull), її дочка
- Баюра (Veit Tümpel), селянин
- Рупрехт (Ruprecht Tümpel), його син, наречений Еви
- Пані Бриґітта (Frau Brigitte), свідок, сусідка пані Марти і тітка Рупрехта
- Кудипошлють
- Возний
- Служниці та інші